# 神作濱吉
神作 濱吉（かんさく はまきち、1866年2月19日（慶応2年1月5日） - 1938年（昭和13年）5月2日）は、日本の教育者。私立三井工業学校（福岡県立三池工業高等学校）名誉校長、同校理事。位階は勲六等。雅号は亀山。

## 経歴
1866年（慶応2年）上総国望陀郡亀山村坂畑（現・千葉県君津市）に生まれる。
当時貧しく、父に従って読み書きを学び、1875年（明治8年）、村の小学校設置とともに入学。1879年（明治12年）3月に上等小学科5級を終了したが、家計の都合で引き続き在学を得られず、もっぱら自活の途を求めて進学自習を遂げた。
1879年（明治12年）5月8日、小学科教授免許を取得。1884年（明治17年）、天津小学校訓導を経て、1887年（明治20年）、蔵玉小学校訓導となる。1891年（明治24年）に東京工業高校（現在の東京工業大学）助教授となり、1897年（明治30年）には山形県尋常師範学校教授に就任した。1901年（明治34年）、山形県立工業高校校長に就任。
1909年（明治42年）、私立三井工業学校（現在の福岡県立三池工業高等学校）の2代目校長に就任するが、のちに再び東京工業高校（現在の東京工業大学）で教鞭をとる。1912年（大正元年）、多年にわたり実業教育に従事した勤労を評して文部省より賞金を送られた。
1921年（大正10年）、天皇・皇后が赤坂離宮にて主催した観菊会（現在の皇室園遊会）に招待される。1924年（大正13年）、勲六等瑞宝章を受章。引き続き財団法人三井工業高校の理事兼校長を本務とし、大牟田に住居した。
若きより文才に長じ、議論にたけ、漢詩をよくし、亀山と号した。各種論文および著述も多く、山形県にある時、東京帝国大学編楽史掛から同県下の古文書の採集委嘱を受け、これら資料により論文を発表した。また官命により「支那産業史」を専門的に調査発表する等、教育界、産業界に貢献することが多かった。
生前その功績を称えた多数の三井関係者と門下生により、三井工業高校敷地内に三井高棟・神作濱吉の胸像、坂畑の邸宅跡に碑が建立された。
引退後は高輪の邸宅を終の棲家とし、1938年（昭和13年）没した。墓所は巣鴨真性寺。墓碑は平沼騏一郎が記した。

## 著作
- 『論語叢書』（大空社）
- 『会議論法 一名応用論理』1890年（明治23年）
- 『日本工業用文』（博文館）1894年（明治27年）2月
- 『實業國文讀本』（金港堂書籍）1902年（明治35年）4月
- 『工業概論と手工教育』（六盟館）1906年（明治39年）3月
- 『龜山論抄』（神作校長叙勲還暦奉祝事務所）1925年（大正14年）
- 『体系的国体新論』（宝文館）1929年（昭和4年）
- 『体系的論語新論』（宝文館）1931年（昭和6年）
- 『まつり』（宝文館）1931年（昭和6年）
- 『類別論語正解』（宝文館）1935年（昭和10年）

## 関連人物
- 三井高棟 - 福岡県立三池工業高等学校（私立三井工業学校）創立者、三井惣領家10代当主。
- 益田孝 - 三井鉱山設立者、三井合名理事。
- 団琢磨 - 三井三池炭鉱社事務長、三井合名理事。
- 池田成彬 - 三井合名常務理事。
- 牧野伸顕 - 明治期の文部大臣。
- 手島精一 - 東京工業学校 (後の東京工業大学) 校長。
- 平沼騏一郎 - 内閣総理大臣。
- 山田直矢 - 私立三井工業学校初代校長、創立関係者の一人。
- 津上退助 - 私立三井工業学校卒業。津上製作所創業者。